# 大東亜帝国
大東亜帝国（だいとうあていこく）とは、日本の大学群を示す通称である。都内の主要私立総合大学のうち下記の4校、ないし5校が括られており、構成大学にはいくつかの定義揺れがある。名称は、各大学の漢字表記の頭文字の組み合わせによるものである。略称として「大東亜」として呼ばれることもある。
- （大もしくは大東）大東文化大学（東京都板橋区）あるいは（大）大正大学（東京都豊島区）
- （東）東海大学（東京都渋谷区）あるいは東洋大学（東京都文京区）
- （亜）亜細亜大学（東京都武蔵野市）
- （帝）帝京大学（東京都板橋区）
- （国）国士舘大学（東京都世田谷区）あるいは（國）國學院大學（東京都渋谷区）

## 由来と定義
教育ジャーナリストの小林哲夫によると、「大東亜帝国」という名称は、代田恭之（旺文社の『螢雪時代』編集長をつとめた）が70年代に考案したとされる。当時、代田は全国を回り、大学受験に関する講演を行った際、類似した難易度・歴史・伝統・近隣地域などの大学名を組み合わせて語呂合わせを行い、インパクトのある名称を考えた。当初はそれほど普及しなかったが、1980年代になると、予備校や受験情報誌以外のメディアでも、「大東亜帝国」 といった用例が見られるようになった。

### 構成大学（大・東・国）について
当初は大東文化大学、東海大学、亜細亜大学、帝京大学、国士舘大学の5大学を指していたとされるが、その後、「現代用語の基礎知識（1990年版）」など、1990年代前半から一部の書籍では、以下のように「大・東・国」を他大学として記載する記述も見られるようになった。
- 「大」→大東文化大学としつつ、異説として大正大学も含まれる場合があるとする[5]
- 「大東」→大東文化大学・東海大学の2校でなく、大東文化大学のみとする[注釈 3][6][7]
- 「東」→東海大学ではなく、東洋大学とする[5]、もしくは東海大学・東洋大学の2大学が含まれる[8]
- 「国」→国士舘大学ではなく、國學院大學とする[9][5][10][11]、もしくは国士舘大学・國學院大學の2大学が含まれる[7][8]

特に「国」が「国士舘大学なのか國學院大學なのか」という議論については、両大学が混同されたり、併記されたりするケースが度々あるとされる。
- 2018年のTHE世界大学ランキング日本版（ベネッセコーポレーション）では、國學院大學は含まず国士舘大学を含む5校として定義している[13]。
- 2021年12月に就職情報会社マイナビが、「＜第1＞大東亜以下➈｣という件名のメールを就職活動中の大学生に送信していた件（後述）の報道では、「受験生などの間では、入試難易度が近い大東文化大、東海大、亜細亜大、帝京大、国士舘大をまとめて「大東亜帝国」と呼んでいる」と国士舘大学を紹介された[14][15][16]。
- 2021年12月の本件の報道では、「国士舘大学または國學院大學」と両大学を含む定義と紹介した例もある[17]。
- 國學院大學は「成成明学獨國武」という別の大学群の括りに加えられている[18][19][20]。

## その他
就活企業が面談枠を区別するために使用したケースもあり、2021年12月に人材情報サービスのマイナビが手違いで「＜第1＞大東亜以下⑨」との件名が記載されたメールを登録者全員に送信してしまい、「学歴フィルターが存在しているのでは」と問題になった事例がある。